# Komunitní rada Brooklynu 6
Komunitní rada Brooklynu 6 (Brooklyn Community Board 6) je komunitní rada v Brooklynu v New Yorku.
Zahrnuje části Red Hook, Carroll Gardens, Park Slope, Gowanus a Cobble Hill. Ohraničuje ji na západě Upper New York Bay a East River, na severu Atlantic Avenue, Court Street, Čtvrtá Avenue, Warren Street a Pacific Street, na východě Prospect Park a na jihu 15. ulice a Gowanus Canal. Předsedou je Richard S. Bashner a správcem Craig Hammerman. Má rozlohu 3,5 km² a v roce 2000 zde žilo 104 054 obyvatel.